# Тома Прендов
Тома Иванов Прендов е български офицер (полковник), командир последователно на 15-а дивизионна инженерно-свързочна дружина и 3-ти армейски свързочен полк по време на Втората световна война (1941 – 1945) и член на Вътрешната македонска революционна организация.

## Биография
Тома Прендов е роден на 30 август 1897 година в Тетово, Османска империя (днес Северна Македония). През 1919 година завършва в тридесет и девети випуск на Военното училище в София и е произведен в чин подпоручик, а на 30 януари 1923 в чин поручик. Първоначално поручик Прендов е редовен сътрудник, а по-късно пълноправен служител на Трета секция (разузнавателната служба) към Министерството на войната, взела участие в априлските събития в България през 1925 година. По това време поручик Прендов, заедно с Тодор Радев е офицер за връзка между генерал-майор Иван Вълков и ръководителя на ВМРО Тодор Александров. Служи в жанджармерийския пехотен полк.
В 1933 година завършва право в Софийския университет.
На 15 юни 1928 година е произведен в чин капитан, на 6 май 1936 в чин майор и на 6 май 1940 в чин подполковник. Работил е в Софийския, Пловдивския и Русенския военен съд (1933 – 1934). От 1939 г. е командир на автомобилна рота в четвърти инженерен полк.

## Втора световна война (1941 – 1945)
В началото на Втората световна война (1941 – 1945) подполковник Прендов участва в анексията на Вардарска Македония, като командва новосформираната 15-а дивизионна инженерно-свързочна дружина, подчинена на 15-а пехотна охридска дивизия, след което на 6 декември 1943 поема командването на 3-ти армейски свързочен полк от първия му командир подполковник Тодор Остриков. На тази длъжност е до 13 септември 1944 година, като командването от него приема подполковник Стефан Топалов. По-късно е произведен в чин полковник. Уволнен е от служба през 1948 година.
На 23 август 1954 година о.з. полковник Тома Прендов е обвинен по дело от общ характер №634 във връзка с убийствата през априлските събития в България през 1925 година. В края на 70-те години на XX век се обесва в мазето на жилището си.

## Военни звания
- Подпоручик (1919)
- Поручик (30 януари 1923)
- Капитан (15 юни 1928)
- Майор (6 май 1936)
- Подполковник (6 май 1940)
- Полковник